# Булгаков, Иван Тихонович
Иван Тихонович Булгаков (1906, Ясенки, Курская губерния — 1950, там же) — командир отделения 564-го отдельного сапёрного батальона (283-я стрелковая дивизия, 3-я армия, 1-й Белорусский фронт), младший сержант.

## Биография
Иван Тихонович Булгаков родился в селе Ясенки Старооскольского уезда Курской губернии (в настоящее время Горшеченский район Курской области) в крестьянской семье. Окончил 4 класса школы, работал в колхозе плотником.
В августе 1941 года Ясеновским райвоенкоматом был призван в ряды Красной армии, с сентября того же года на фронтах Великой Отечественной войны.
Рядовой Булгаков в составе группы саперов 22 ноября 1943 года юго-восточнее города Могилёв под пулемётно-миномётным огнём проделал проход шириной 15 метров в проволочном заграждении. 26 ноября 1943 года в тылу врага вместе с бойцами устроил завал на дороге, сковав передвижение танков и пехоты противника. Приказом по 283-й стрелковой дивизии от 5 декабря 1943 года красноармеец Булгаков был награждён орденом славы 3-й степени.
Командир отделения младший сержант Булгаков с подчиненными 21 февраля 1944 северо-восточнее города Рогачёв в Гомельской области, проделав проход в противопехотных заграждениях противника, ворвался в траншею и уничтожил несколько солдат противника. Приказом по 3-й армии от 6 марта 1944 года он был награждён орденом Славы 2-й степени.
В боях в Гомельской области Белоруссии возле деревни Хомичи 24 июня 1944 года одна из САУ свернула в проходе в неправильном направлении и попала на минное поле. В этом положении она никуда выбраться на могла, а противник, обнаружив её, открыл по ней миномётно-пулемётный огонь. Два бойца, посланные к САУ были убиты огнём снайпера противника. Тогда младший сержант Булгаков вызвался сам на помощь к самоходчикам. Обнаружив Булгакова, противник открыл по нему огонь. Будучи ранен в руку и обожжён при разрыве мины, Булгаков подобрался к САУ и снял 27 противотанковых мин, дав возможность ей выйте на поле боя и вести огонь по противнику. Ею было уничтожено 2 пулемётных расчёта и до 30 солдат противника. Несмотря на ранение, Булгаков с поля боя не ушёл.
8 августа 1944 года возле населённого пункта Топилец на реке Нарев младший сержант Булгаков с отделением построил мост для переправы пехоты, транспортировки боеприпасов и эвакуации раненых. Противник четырежды разрушал переправу, но Булгаков с отделением тут же его восстанавливал.
Кроме того, за время войны Булгаковым было снято 6795 мин противника и установлено 5575 мин. Разминировано 46 домов и 12 артиллерийских складв. За время войны он участвовал в строительстве 215 мостов. Указом Президиума Верховного Совета СССР от 24 марта 1945 года младший сержант Булгаков был награждён орденом Славы 1-й степени.
После демобилизации в 1946 году Булгаков вернулся на родину. Был председателем колхоза.
Скончался Иван Тихонович Булгаков в 1950 году.